# Jan Łowejko
Jan Łowejko herbu Kotwica (zm. w 1600 roku) – marszałek hospodarski w 1598 roku, marszałek mozyrski  w 1589 roku, chorąży mozyrski w 1581 roku.